# Національний музей Ґанді
Національний музей Ґанді або Меморіальний музей Ґанді (англ. The National Gandhi Museum or Gandhi Memorial Museum) — музей, розташований в Нью-Делі, Індія, який демонструє життєвий шлях Махатма Ґанді. Спочатку музей був відкритий в Мумбаї, незабаром після того, як Ґанді був убитий в 1948 році. Музей переміщували декілька разів до того, як остаточно розташували його у Раджхаті, Нью-Делі в 1961 році.

## Історія
Махатма Ґанді був убитий 30 січня 1948. Незабаром після його смерті колекціонери почали досліджувати всю Індію, щоб знайти все, що стосувалося Ґанді. Спочатку персональні речі, газети та книги, що мають відношення до Ґанді, були доставлені в Мумбаї. У 1951 році, всі ці речі перевезли в котеджі, розташовані біля Кота Хаус в Нью-Делі. У 1957 році музей знову переїхав в особняк.

У 1959 році, музей Ґанді переїхав востаннє в Раджхат, Нью-Делі, поруч з Самадхи Махатми Ґанді. Музей офіційно відкрили в 1961 році, на 13-ту річницю вбивства Махатми Ґанді. Ддоктор Раджендра Прасад, тодішній президент Індії, офіційно відкрив нове місце.

## Бібліотека

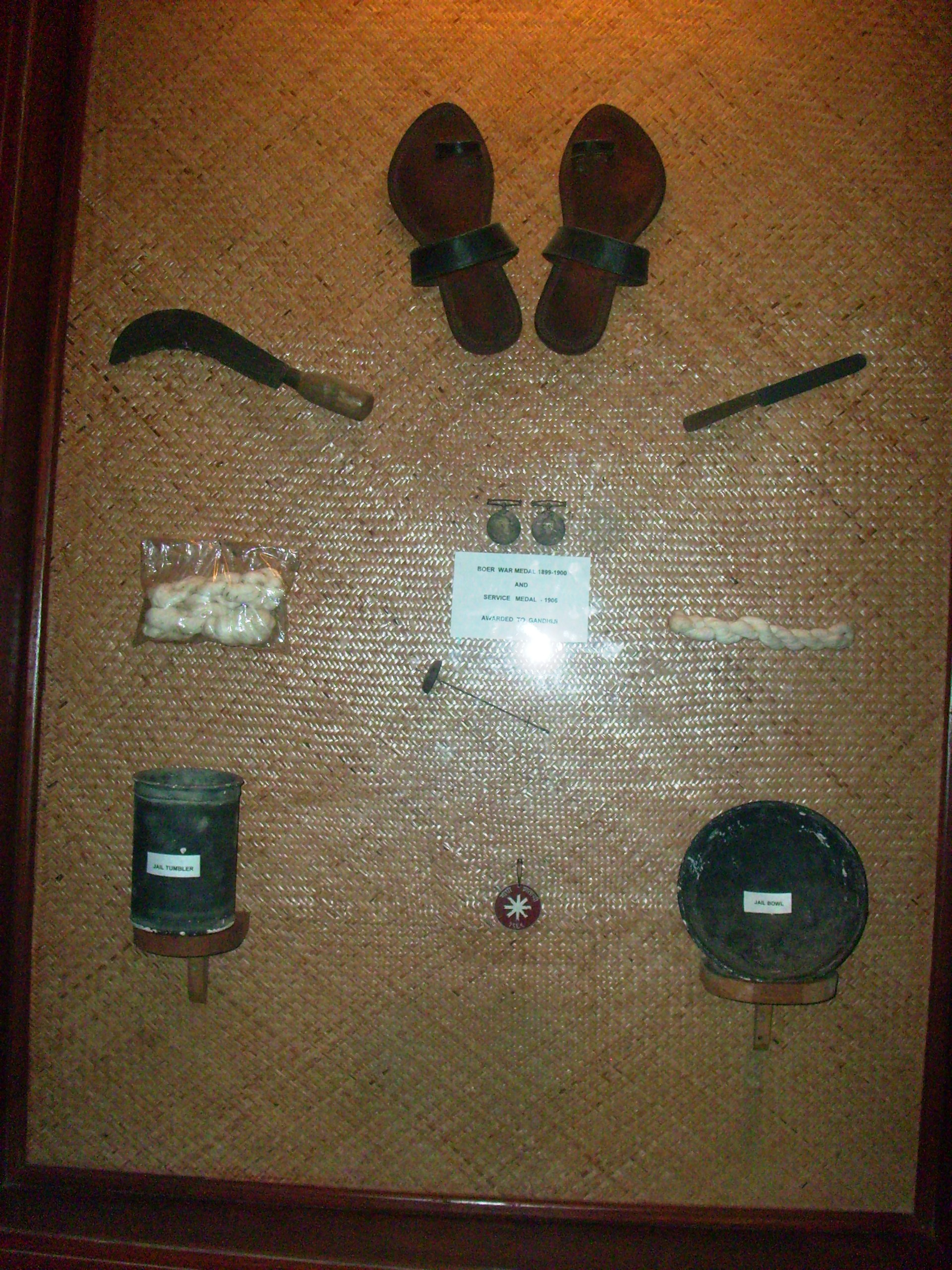
Особисті речі Махатма Ґанді

Бібліотека в Музеї Ґанді є одночасно виставкою його робіт і колекцією його навчань в цілому. 

Книги розподілені на дві секції: ті, які написані самим Ґанді або містять інформацію про нього, а також книги на інші важливі теми. На сьогодні в бібліотеці налічується понад 35 000 книг і документів. Тут також є колекція двох тисяч періодичних видань як англійською, так і на хінді, в яких зображена хронологія життя Ґанді.

## Галерея
Виставкова експозиція демонструє просочений кров'ю одяг і шаль, що носив на стегнах Махатма Ґанді, а також кулю, яка забрала його життя. Галерея Національного музею Ґанді містить величезну кількість картин і персональних речей Махатма Ґанді. Найбільш примітними експонатами є гравюри Сатьяграха Віллема Мюллер Огтероп, одна з прогулянкових тростин Ґанді, шаль і речі Ґанді, які були на ньому в день смерті, одна з куль, що потрапили в Ґанді та урна з його прахом. У музеї також є кілька зубів Ґанді та його зубочистка зі слонової кістки.

## Спеціальні виставки
На додаток до основної колекції музею Ґанді, в залах демонструються також інші експонати, пов'язані з історією Індії. Більшість колекцій засновані на артефактах, що мають відношення до політичних лідерів Індії, рухам за мир, хоча важливі події світової історії також не обійшли стороною в музеї.